# 마더 (2018년 드라마)
《마더》는 tvN에서 2018년 1월 24일부터 2018년 3월 15일까지 방송된 수목 드라마이다.
일본의 지상파 상업 방송사 니혼TV에서 2010년 상반기에 방영한 동명 원작을 극화한 국내 제작 드라마이므로, 아동 학대로 상처받는 소녀를 납치하고, 눈물로 얼룩진 모정의 세월을 모티브로 하여, 수 많은 사람들의 심금을 울리기 위한 무거운 주제 의식을 갖춘 소재로, 사회적으로 가장 큰 화두가 되고 있는 아동 학대 문제의 심각성을 지적해 보는 서스펜스 드라마로 기획하였다.

## 등장 인물

### 주요 인물
| 2 | 연기자 | 배역 | 일본판 | 배역 설명 | 2 | 이보영 | 강수진 (남수진) | 스즈하라 나오 (마츠유키 야스코) | 조류학 연구실의 연구원 → 백섬초등학교 임시교사. 어른에게도 아이에게도 거짓말을 못 하는 여자 | 2 | 허율 | 김혜나 / 김윤복 | 미치키 레나 / 스즈하라 츠구미 (아시다 마나) | 백섬초등학교 학생. 누가 묻기 전에 먼저 괜찮다고 말하는 아이 | 2 | 이혜영 | 차영신 (강영신) | 스즈하라 토코 (타카하타 아츠코) | 60대의 아름답고 위엄 있는 여배우, 3자매(수진, 이진, 현진)의 의붓어머니 |

### 수진의 주변 인물
| 2 | 연기자 | 배역 | 일본판 | 배역 설명 | 2 | 남기애 | 남홍희 |  | 수진의 동네에서 이발소를 운영하는 의문의 여성. 여섯살 수진을 정애원에 버리고 간 친엄마 | 2 | 이재윤 | 정진홍 |  | 새를 좋아하는 30대 의사 | 2 | 김영재 | 표은철 |  | 수진의 대학 선배 |

### 혜나의 주변 인물
| 2 | 연기자 | 배역 | 일본판 | 배역 설명 | 2 | 고성희 | 신자영 | 미치키 히토미 (오노 마치코) | 아이를 키우는 게 힘들어 결국 방치하고 마는 혜나의 친모 | 2 | 손석구 | 이설악 | 우라가미 마사토 (아야노 고) | 아이를 가지고 노는 냉혹하고 잔인한 남자 | 2 | 조한철 | 이창근 |  | 아들 셋 키우는 40대 초반의 집요한 형사 |

### 영신의 주변 인물
| 2 | 연기자 | 배역 | 일본판 | 배역 설명 | 2 | 전혜진 | 강이진 | 스즈하라 메이 (사카이 와카나) | 수진의 동생. 피아니스트. 검사의 아내이자 일곱 살 쌍둥이 아이들의 엄마 | 2 | 고보결 | 강현진 | 스즈하라 카호 (쿠라시나 카나) | 신문 기자. 이진과는 달리 수진을 좋아하고 따르는 막내 | 2 | 이정열 | 재범 |  | 영신의 매니저, 현진이의 생부 |

### 그 외 인물
- 하경 : 박경석 역 2 이창근의 파트너이자 후배형사
- 임지현 : 젊은 남홍희 역
- 송유현 : 송예은 역 2 백섬초등학교 선생님
- 손영순 : 홈리스 할머니 역 2 수진이 혜나를 데리고 떠나는 것을 목격
- 정종열 : 중년경찰 역
- 박성준 : 경찰 역
- 이윤희
- 김상일
- 문기영
- 김량현
- 홍정민 : 어린 강수진 역
- 최은후 : 백섬초등학교 학생 역 2 김혜나와 같은 반
- 노강민 : 백섬초등학교 학생 역 2 김혜나와 같은 반
- 황가인 : 백섬초등학교 학생 역 2 김혜나와 같은 반
- 백승호
- 박종원
- 강충훈
- 옥주리 : 공인중개사 역
- 김원석
- 최교식
- 백승철
- 오정환
- 김동준
- 이승준
- 이주원 : 2 이진의 쌍둥이 아들
- 최유리 : 태미 역 2 이진의 쌍둥이 딸
- 성현미
- 남상백
- 윤복성 2 경찰서장 역
- 맹봉학
- 김사훈
- 예수정 : 글라라 역 2 강수진이 자란 '정애원'의 원장선생님
- 봉은선 : 젊은 글라라 역
- 정민성 : 고상덕 변호사 역
- 전미도 : 원희 엄마 역 2 혜나 이전에 살해된 원희의 엄마
- 김미희
- 박진영
- 이재수
- 한이진 : 브로커 역 2 여권 위조
- 이성주
- 임현진 : 삼화이발관에 온 삼남매 역
- 배강민 : 삼화이발관에 온 삼남매 역
- 공수민
- 안지현
- 김민호
- 이민성 : 윤복이를 떼어내는 애 역
- 임한빈 : 윤복이를 떼어내는 애 역
- 김태랑
- 신승용
- 윤미하
- 서정준
- 민대식
- 이규복 : 강이진의 남편 역
- 김성훈 : 흥신소장 역 2 대신기획
- 김종호
- 배기범
- 박소정
- 정제우
- 김민경
- 임지영
- 유지수
- 조선기 : 과거 해나 아버지 역
- 전이랑 : 설악의 지인 역
- 이교엽
- 이화영
- 김태율 : 어린 이설악 역
- 김비비
- 홍예지
- 오기환
- 이봉규 : 심심사 주지스님 역
- 강찬양
- 박수연 : 설악 모 역
- 염지혜
- 엄태옥
- 이호균
- 김현수 : 어린 강수진 역 2 고등학생 시절
- 정지훈 : 장우균 역 2 수진과 혜나가 도주 생활을 할 때 만났던 편부가정의 아이
- 하민 : 판사 역
- 전박찬 : 검사 역
- 강홍석
- 최서연 : 사회복지사 역
- 유옥주
- 박현정 : 김혜나를 입양하려는 양엄마 역
- 김성연 : 김혜나를 입양하려는 양아빠 역
- 안수빈
- 백송희
- 이경훈

### 특별 출연(게스트)
- 서이숙 : 라여사 역
- 천민희
- 최윤소 : 젊은 시절 영신 역
- 박호산 : 장운재 역 2 우균의 아버지
- 조경숙 : 아동보호소 소장 역
- 최대훈 : 검사 역
- 정애연 : 신자영측 변호사
- 오지혜 : 그룹홈 엄마 역

## 촬영지
- 천수만 철새도래지
- 국립산림과학원
- 불은초등학교
- 카페 비스트로
- 삼척항
- 일출로 (강원 동해시)
- 한남대학교(선교사촌)
- 롯데 콘서트홀
- 무릉계곡
- 삼화사
- 약천사

## OST

### 마더 (전체 OST 앨범)
| #            | 제목                                                   | 작사         | 작곡         | 편곡   | 재생 시간 |
| ------------ | ------------------------------------------------------ | ------------ | ------------ | ------ | --------- |
| 1.           | 〈나인 너에게〉 (김윤아)                               | 김호경       | 1601         | 4:14   |           |
| 2.           | 〈Next To You〉 (피터한)                               | 피터한       | 박우상       | 3:14   |           |
| 3.           | 〈같이 가자〉 (하동균)                                 | 박아셀       | 박아셀       | 4:24   |           |
| 4.           | 〈여정〉 (선우정아)                                    | 선우정아     | 선우정아     | 4:28   |           |
| 5.           | 〈어떤 사랑〉 (승관)                                   | 하멜리       | 이상훈       | 3:55   |           |
| 6.           | 〈마더 '아름다운 모든 것들에 대한 인사' (Main Theme)〉 |              | 정세린       | 4:10   |           |
| 7.           | 〈검은 악몽〉                                          |              | 정세린       | 5:06   |           |
| 8.           | 〈날고 싶은 아이〉                                     |              | 정세린       | 3:18   |           |
| 9.           | 〈엄마, 난 도망갈 거야〉                               |              | 이루리       | 2:58   |           |
| 10.          | 〈나 좀 데려가 줄래? 멀리 멀리〉                       |              | 정세린       | 3:23   |           |
| 11.          | 〈힘든 선택〉                                          |              | 전세진       | 1:51   |           |
| 12.          | 〈아이는 엄마의 소유물이 아니야!〉                     |              | 정세린       | 2:57   |           |
| 13.          | 〈사랑해요 엄마〉                                      |              | 정세린       | 2:32   |           |
| 14.          | 〈진심〉                                               |              | 정세린       | 2:36   |           |
| 15.          | 〈이젠 네가 버리는 거야, 엄마를.〉                     |              | 이윤지       | 2:27   |           |
| 16.          | 〈모든 것에 대한 노트〉                                |              | 정세린       | 2:36   |           |
| 17.          | 〈울지 않는 아이〉                                     |              | 정세린       | 2:29   |           |
| 18.          | 〈깊은 모성애〉                                        |              | 정세린       | 3:47   |           |
| 19.          | 〈좋아하는 것 노트〉                                   |              | 정세린       | 2:30   |           |
| 20.          | 〈언제든 널 찾아낼게〉                                 |              | 김예솔       | 2:46   |           |
| 21.          | 〈엄마와 소풍 가는 날〉                                |              | 정세린       | 3:06   |           |
| 22.          | 〈그녀들의 이야기〉                                    |              | 노유림       | 2:59   |           |
| 23.          | 〈널 버린게 아니야〉                                   |              | 전세진       | 3:21   |           |
| 24.          | 〈도망가는 모녀〉                                      |              | 이루리       | 2:36   |           |
| 25.          | 〈설악〉                                               |              | 이루리       | 3:41   |           |
| 26.          | 〈사각지대〉                                           |              | 정세린       | 2:20   |           |
| 27.          | 〈캐리어 속 소녀〉                                     |              | 정세린       | 3:08   |           |
| 28.          | 〈버려진 아이의 눈물〉                                 |              | 이윤지       | 3:12   |           |
| 29.          | 〈잊을 수 없는 사람〉                                  |              | 정세린       | 2:23   |           |
| 30.          | 〈끝말잇기〉                                           |              | 김현주       | 2:09   |           |
| 31.          | 〈누가 우릴 잡으러 왔어요..〉                          |              | 구본춘       | 1:59   |           |
| 32.          | 〈불안한 미래〉                                        |              | 이윤지       | 3:27   |           |
| 33.          | 〈실종 사건 취재〉                                     |              | 주인로       | 2:34   |           |
| 34.          | 〈아물지 않은 상처〉                                   |              | 김정완       | 2:03   |           |
| 35.          | 〈발자취〉                                             |              | 김현도       | 2:13   |           |
| 36.          | 〈위험한 동행〉                                        |              | 전세진       | 2:14   |           |
| 37.          | 〈비밀 얘기〉                                          |              | 노유림       | 2:02   |           |
| 38.          | 〈안아주고 싶은 너〉                                   |              | 이윤지       | 3:00   |           |
| 39.          | 〈소녀의 행방〉                                        |              | 노유림       | 1:44   |           |
| 40.          | 〈짐승의 눈빛〉                                        |              | 김현도       | 1:35   |           |
| 41.          | 〈묻어뒀던 진실〉                                      |              | 구본춘       | 1:55   |           |
| 42.          | 〈소중한 시간들〉                                      |              | 이윤지       | 2:39   |           |
| 43.          | 〈공개수사〉                                           |              | 전세진       | 3:28   |           |
| 44.          | 〈진짜 엄마가 된다는 것〉                              |              | 노유림       | 2:53   |           |
| 45.          | 〈가짜 엄마〉                                          |              | 김현주       | 2:40   |           |
| 46.          | 〈선생님 처음 웃은 날〉                                |              | 이루리       | 2:25   |           |
| 47.          | 〈네 자신과 잘 지내기〉                                |              | 이루리       | 2:52   |           |
| 48.          | 〈Mother Title Ver. 1 ＆ 2〉                           |              | 정세린       | 1:18   |           |
| 총 재생 시간 | 총 재생 시간                                           | 총 재생 시간 | 총 재생 시간 | 137:37 |           |

### 마더 Part. 1
| #            | 제목                     | 작사         | 작곡         | 편곡 | 재생 시간 |
| ------------ | ------------------------ | ------------ | ------------ | ---- | --------- |
| 1.           | 〈나인 너에게〉 (김윤아) | 김호경       | 1601         | 4:14 |           |
| 2.           | 〈나인 너에게 [Inst.]〉  |              | 1601         | 4:14 |           |
| 총 재생 시간 | 총 재생 시간             | 총 재생 시간 | 총 재생 시간 | 8:28 |           |

### 마더 Part. 2
| #            | 제목                     | 작사         | 작곡         | 편곡 | 재생 시간 |
| ------------ | ------------------------ | ------------ | ------------ | ---- | --------- |
| 1.           | 〈Next To You〉 (피터한) | 피터한       | 박우상       | 3:14 |           |
| 2.           | 〈Next To You [Inst.]〉  | 피터한       | 박우상       | 3:14 |           |
| 총 재생 시간 | 총 재생 시간             | 총 재생 시간 | 총 재생 시간 | 6:28 |           |

### 마더 Part. 3
| #            | 제목                   | 작사         | 작곡         | 편곡 | 재생 시간 |
| ------------ | ---------------------- | ------------ | ------------ | ---- | --------- |
| 1.           | 〈같이 가자〉 (하동균) | 박아셀       | 박아셀       | 4:24 |           |
| 2.           | 〈같이 가자 [Inst.]〉  |              | 박아셀       | 4:24 |           |
| 총 재생 시간 | 총 재생 시간           | 총 재생 시간 | 총 재생 시간 | 8:48 |           |

### 마더 Part. 4
| #            | 제목                | 작사         | 작곡         | 재생 시간 |
| ------------ | ------------------- | ------------ | ------------ | --------- |
| 1.           | 〈여정〉 (선우정아) | 선우정아     | 선우정아     | 4:28      |
| 2.           | 〈여정 [Inst.]〉    | 선우정아     | 선우정아     | 4:28      |
| 총 재생 시간 | 총 재생 시간        | 총 재생 시간 | 총 재생 시간 | 8:56      |

### 마더 Part. 5
| #            | 제목                  | 작사         | 작곡         | 편곡 | 재생 시간 |
| ------------ | --------------------- | ------------ | ------------ | ---- | --------- |
| 1.           | 〈어떤 사랑〉 (승관)  | 하멜리       | 이상훈       | 3:55 |           |
| 2.           | 〈어떤 사랑 [Inst.]〉 |              | 이상훈       | 3:55 |           |
| 총 재생 시간 | 총 재생 시간          | 총 재생 시간 | 총 재생 시간 | 7:50 |           |

## 시청률
최저 시청률과 최고 시청률은 시청률 조사회사와 지역별로 시청률에 차이가 있을 수 있습니다.
| 2 | 2018년 | 2018년 | 2018년 | 2018년 | 2 | 회차 | 방송일 | AGB 시청률 | TNmS 시청률 | 2 | 제1회 | 1월 24일 | 2.952% | 3.8% | 2 | 제2회 | 1월 25일 | 3.494% | 4.1% | 2 | 제3회 | 1월 31일 | 2.542% | 3.0% | 2 | 제4회 | 2월 1일 | 3.267% | 3.5% | 2 | 제5회 | 2월 7일 | 2.451% | 3.2% | 2 | 제6회 | 2월 8일 | 4.206% | 3.9% | 2 | 제7회 | 2월 14일 | 2.694% | 3.4% | 2 | 제8회 | 2월 15일 | 2.394% | 1.9% | 2 | 제9회 | 2월 21일 | 2.668% | 3.1% | 2 | 제10회 | 2월 22일 | 4.495% | 4.9% | 2 | 제11회 | 2월 28일 | 3.138% | 4.3% | 2 | 제12회 | 3월 1일 | 3.927% | 3.9% | 2 | 제13회 | 3월 7일 | 3.487% | 3.7% | 2 | 제14회 | 3월 8일 | 4.584% | 4.6% | 2 | 제15회 | 3월 14일 | 4.100% | 4.5% | 2 | 제16회 | 3월 15일 | 4.974% | 5.6% | 2 |

## 수상 및 후보
| 2 | 연도 | 시상식 | 부문 | 시상자(작) | 결과 | 2 | 2018 | 제54회 백상예술대상 | TV부문 작품상 | 마더 | 수상 | 2 | TV 부문 여자 신인연기상 | 허율 | 수상 | 2 | TV부문 여자 최우수연기상 | 이보영 | 후보 | 2 | 제13회 서울 드라마 어워즈 | 미니시리즈 최우수 작품상 | 마더 | 수상 | 2 | 여자연기자상 | 이보영 | 수상 | 2 | 제8회 아시아태평양 스타 어워즈 | 여자 연기상 | 고성희 | 후보 | 2 | 제2회 더 서울어워즈 | 드라마부문 여우조연상 | 후보 |

## 같이 보기
- 《마더》
- 대한민국의 텔레비전 드라마 목록 (ㅁ)
- 2018년 대한민국의 텔레비전 드라마 목록